# 水解紙
水解紙（すいかいし）とは、水に触れると絡みあった繊維が速やかに分離し、水中に分散する性質を有する紙で、水解性紙または水分散性紙とも呼ばれる。

## 用途
水洗トイレ用トイレットペーパー、トイレ周りの使捨ての紙製の便座シートや掃除用ペーパー、機密文書、衛生材料、医療資材、農業資材など。古くは灯籠流しの灯籠（灯篭）にも使われてきた。

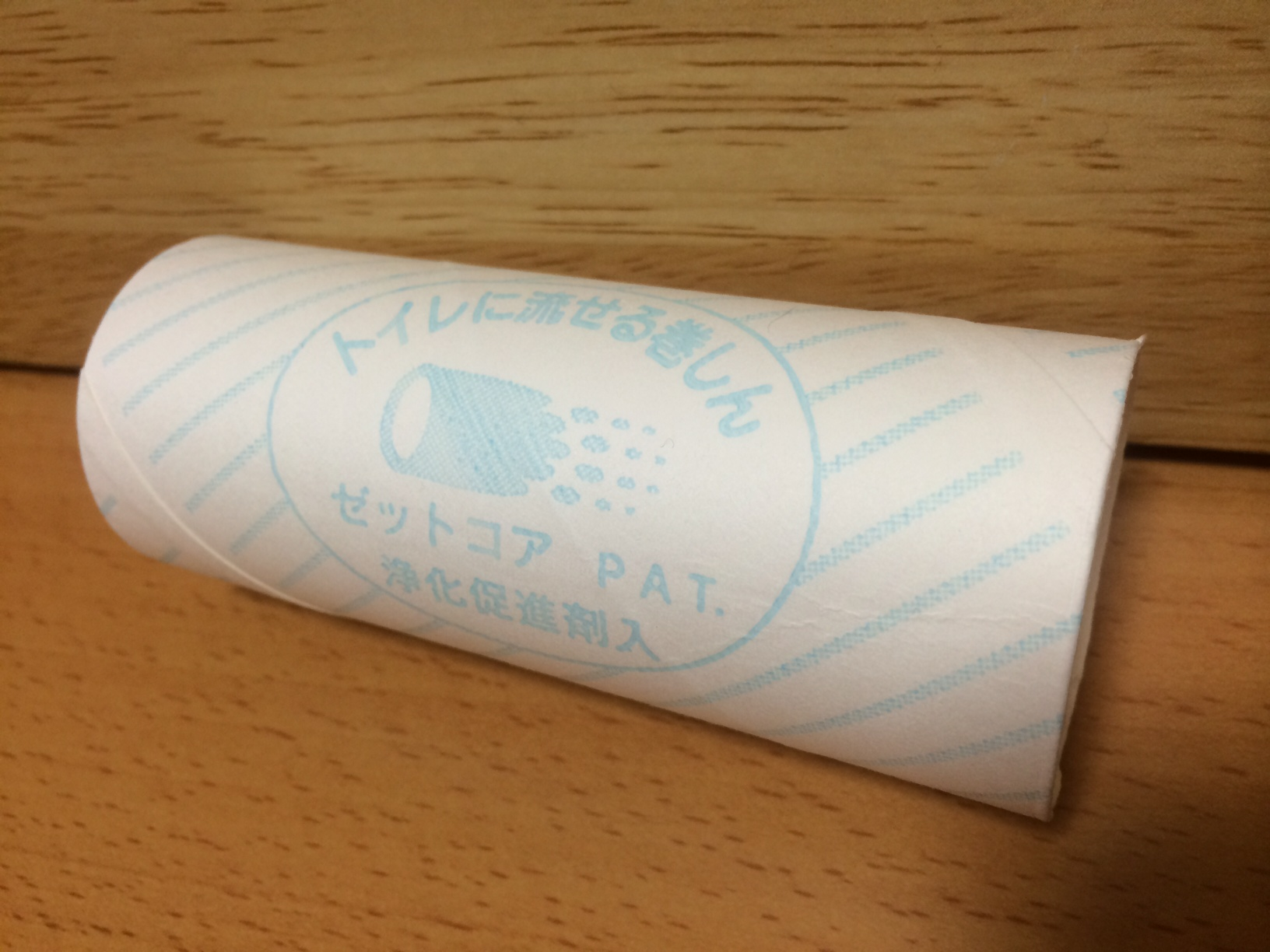
水解紙製のトイレットペーパーの芯

近年では検便時に使用するトレールペーパーとしても使用され、このペーパーは水洗トイレ用に開発された水解紙でできた採便専用シートで便器内の水の上に浮かべその上に糞便を排泄し、検便時の糞便が便器内の水に水没してしまうことを防ぐもので、採取後はそのまま便器に流すことができる。トイレットペーパーが便器から流れきれない場合でも水解紙製であれば詰まりの原因にはならない。
公共のトイレでトイレットペーパーの芯を水洗便器に捨てられ、詰まりが発生することある。最近ではパブリックな公共のトイレでは詰まりの発生を防止するため、芯紙がない芯なしタイプや水解紙製の芯のトイレットペーパーを使うことが多くなっている。水解紙製のトイレットペーパーの芯は浄化促進剤が含まれており、便器のトラップの水溜りで完全に水解するように出来ている。

## 原料
水解紙の原料繊維としては、木材パルプ繊維、非木材系パルプ繊維、レーヨン繊維、ポリエステル繊維が挙げられ、これらの繊維からなる水分散性紙は、湿式法や乾式法等の常法により製造される。

## リサイクル
紙パックなど、さまざまなものが水解紙である水洗便器用のトイレットペーパーにリサイクルされており、最近では鉄道の使用済み切符もリサイクルされており、収集された切符は製紙工場において分離（磁気を抜く工程）・殺菌・洗浄・漂白等の工程を経てトイレットペーパーにリサイクルされている。

## 国内の主なメーカー
- 花王
- 金星製紙
- 東海パルプ
- パルプテックス